# Garde royale norvégienne

Blason de la garde

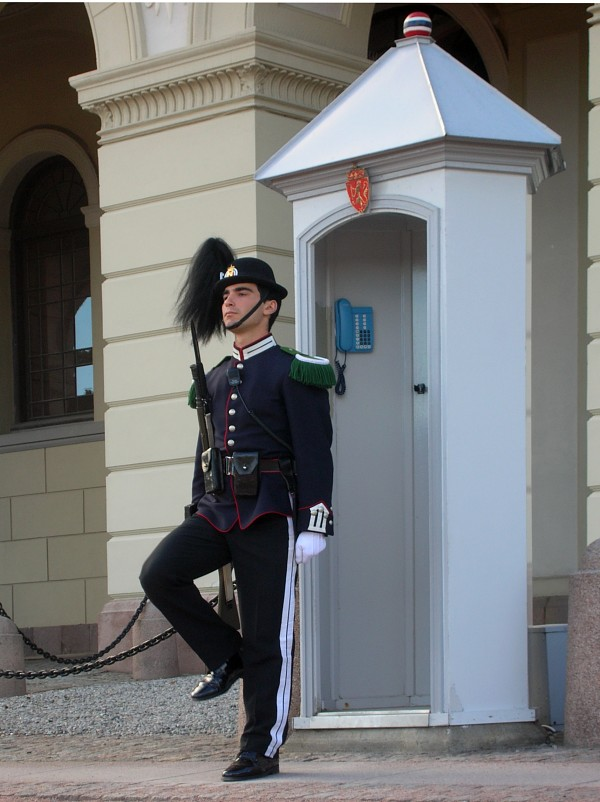
Soldat de la garde royale en faction devant le Palais royal d'Oslo

La garde royale norvégienne (Hans Majestet Kongens Garde ou HMKG, littéralement La garde de sa majesté le Roi) est un bataillon de l'armée norvégienne. Ce bataillon a deux rôles principaux : 
- Protection rapprochée du roi de Norvège et garde des résidences royales (le Palais royal d'Oslo, le Bygdøy kongsgård (no), la résidence d'été royale et Skaugum) et la forteresse d'Akershus à Oslo
- Principale unité d'infanterie pour la défense d'Oslo.

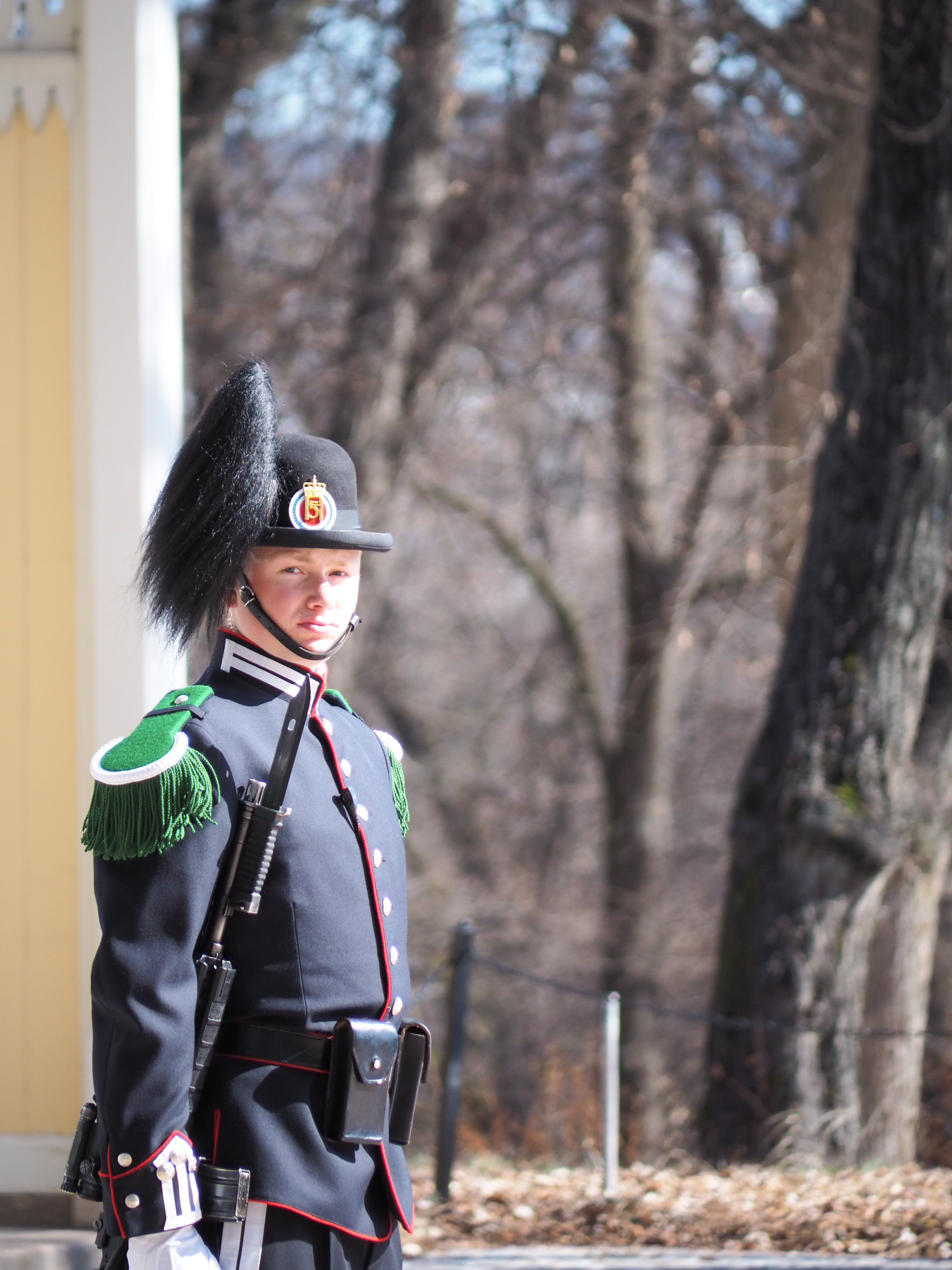
Garde royal norvégien près du Palais royal d'Oslo, munit d'un fusil d'assaut à baïonnette.

Le HMKG est basé dans le vieil Oslo, à Nordre Huseby gård (ferme de Huseby nord), qui avait été acquis par le gouvernement norvégien à la fin du XIXe siècle.